# Santa Cruz da Trapa
Santa Cruz da Trapa é uma vila portuguesa que foi sede da extinta Freguesia de Santa Cruz da Trapa do Município de São Pedro do Sul, freguesia que tinha 21,29 km² de área e 1 313 habitantes (2011), donde uma densidade populacional de 61,7 hab/km².
A Freguesia de Santa Cruz da Trapa foi extinta, pela reorganização administrativa de 2012/2013, tendo o seu território sido integrado na União das Freguesias de Santa Cruz da Trapa e São Cristóvão de Lafões.
A povoação de Santa Cruz da Trapa foi elevada à categoria de vila em 12 de Julho de 2001.

## População
| População da freguesia de Santa Cruz da Trapa | População da freguesia de Santa Cruz da Trapa | População da freguesia de Santa Cruz da Trapa | População da freguesia de Santa Cruz da Trapa | População da freguesia de Santa Cruz da Trapa | População da freguesia de Santa Cruz da Trapa | População da freguesia de Santa Cruz da Trapa | População da freguesia de Santa Cruz da Trapa | População da freguesia de Santa Cruz da Trapa | População da freguesia de Santa Cruz da Trapa | População da freguesia de Santa Cruz da Trapa | População da freguesia de Santa Cruz da Trapa | População da freguesia de Santa Cruz da Trapa | População da freguesia de Santa Cruz da Trapa | População da freguesia de Santa Cruz da Trapa |
| --------------------------------------------- | --------------------------------------------- | --------------------------------------------- | --------------------------------------------- | --------------------------------------------- | --------------------------------------------- | --------------------------------------------- | --------------------------------------------- | --------------------------------------------- | --------------------------------------------- | --------------------------------------------- | --------------------------------------------- | --------------------------------------------- | --------------------------------------------- | --------------------------------------------- |
| 1864                                          | 1878                                          | 1890                                          | 1900                                          | 1911                                          | 1920                                          | 1930                                          | 1940                                          | 1950                                          | 1960                                          | 1970                                          | 1981                                          | 1991                                          | 2001                                          | 2011                                          |
| 1 428                                         | 1 483                                         | 1 448                                         | 1 409                                         | 1 580                                         | 1 459                                         | 1 496                                         | 1 628                                         | 1 735                                         | 1 423                                         | 1 532                                         | 1 527                                         | 1 520                                         | 1 389                                         | 1 313                                         |

| Distribuição da População por Grupos Etários | Distribuição da População por Grupos Etários | Distribuição da População por Grupos Etários | Distribuição da População por Grupos Etários | Distribuição da População por Grupos Etários | Distribuição da População por Grupos Etários | Distribuição da População por Grupos Etários | Distribuição da População por Grupos Etários | Distribuição da População por Grupos Etários | Distribuição da População por Grupos Etários |
| -------------------------------------------- | -------------------------------------------- | -------------------------------------------- | -------------------------------------------- | -------------------------------------------- | -------------------------------------------- | -------------------------------------------- | -------------------------------------------- | -------------------------------------------- | -------------------------------------------- |
| Ano                                          | 0-14 Anos                                    | 15-24 Anos                                   | 25-64 Anos                                   | > 65 Anos                                    |                                              | 0-14 Anos                                    | 15-24 Anos                                   | 25-64 Anos                                   | > 65 Anos                                    |
| 2001                                         | 208                                          | 215                                          | 654                                          | 312                                          |                                              | 15,0%                                        | 15,5%                                        | 47,1%                                        | 22,5%                                        |
| 2011                                         | 195                                          | 138                                          | 672                                          | 308                                          |                                              | 14,9%                                        | 10,5%                                        | 51,2%                                        | 23,5%                                        |

## Património
- Solar dos Malafaias
- Igreja de Santa Cruz da Trapa
- Capela de São Sebastião
- Pelourinho da Trapa
- Capela da Trapa
- Capelas de Santa Luzia, de Santa Susana, de São José e da Senhora da Expectação
- pelourinho na trapa
- Quinta do Gralheiro
- Antiga cadeia
- Ponte sobre o rio Teixeira
- Trecho de calçada romana das Vendas
- Cruzeiro do Jardim do Calvário
- Poço Azul
- Monte do Cavalo Branco
- Quinta do Pendão
- Casa da Botica
- Colónia de férias Casa Alice Félix
- Mamoa do Areeiro
- Jardim Público no calvario e retunda de são mamede